# Csáholczi János
Csáholczi János (Csaholczi, Tsaholtzi János) (17. század) református lelkész, tanár.

## Élete
Kolozsváron volt református lelkész 1649-ig, amikor presbiteri felfogása miatt két társával (Gidófalvi János és Tótfalusi István) együtt eltávolították hivatalából. A gyulafehérvári főiskola igazgatója és a bölcselettanára volt. 

## Nyomtatásban megjelent művei
- Disputationes theologicae V de monachato. Ultrajecti, 1643.
- Index vocabulorum, Index Januae Linguarum I. A. Comenii… Albae Juliae, 1647. (Comenius Janua Linguarum angol és belga indexének magyar fordítása. Az erdélyi iskolák használatára készítették Csáholczi János és Bihari Ferenc.)